# Vienna (programa)
Vienna é um agregador/leitor de notícias em código aberto e livre para Mac OS X. Segundo a página do programa, o Vienna é um freeware, a despeito de ser licenciado em Licença Apache. É programado em Objective-C usando Cocoa. Usa SQLite para o armazenamento de dados.

## Recursos[5]

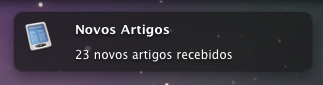
Programa Growl notificando a respeito de novos artigos no agregador Vienna.

- Suporte aos formatos RSS 2.0 e Atom.
- Inferface tabulada (em abas ou guias).
- Navegador integrado.
- Suporte a busca integrada.
- Filtragem de artigos exibidos.
- Atualização automática de assinaturas.
- Atualização agendada de assinaturas.
- Suporte a marcação de favoritos.
- Integração com blogues.
- Organização das subscrições em pastas por grupos ou assuntos
- Suporte a pastas inteligentes.
- Suporte a importação e exportação no Bloglines ou qualquer leitor RSS que exporta no formato OPML
- Suporte integral ao AppleScript.
- Localização em várias línguas
- Suporte a integração com o dock, fornecendo informações ao usuário.
- Suporte a notificações através do Growl.
- Atualização automática via programa.

## Requerimentos de sistema
- Mac OS X v10.4 ou superior (a partir da versão 2.3.0)
- Mac OS X v10.3.9 ou acima. (até a versão 2.2.2)
- O programa é disponiblizado em binário universal.

## Línguas suportadas atualmente[6]
- Português do Brasil
- Português europeu
- Inglês
- Sueco
- Francês
- Italiano
- Alemão
- Neerlandês
- Chinês tradicional
- Chinês simplificado
- Espanhol
- Japonês
- Coreano
- Dinamarquês
- Tcheco
- Basco
- Ucraniano
- Russo